# 料して候
『料して候』（りょうしてそうろう）は、原作：荒仁、作画：神田たけ志による日本の時代劇漫画。『漫画ゴラクネクスター』（日本文芸社）で連載された。全32話。

## 概要
北町奉行を兄に持つ部屋住み旗本三男坊・平三郎が夜にうごめく悪党どもを退治する!
寛政2年（1790年）―――晩秋、老中・松平定信は「寛政の改革」と呼ばれる強引な倹約政策を実施し、幕藩体制の引き締めを図った。にもかかわらず治安は悪化し、江戸では強盗団黒蜘蛛一味が横行。その犯行は残虐を極め、町奉行所の無能に非難が集中していた―――
この漫画は、居酒屋に居候する九鬼平三郎が、兄である北町奉行・重蔵を助けて、凶悪な盗賊や悪徳商人ら江戸の悪党を討つ物語である。また、江戸時代の料理や食事情に関する描写も多い。
『料して候』というタイトルには、平三郎が包丁を握って料理をするという意味と、刀を振るって悪党を料理する（退治する）という2つの意味がかけられている。

## 登場人物
九鬼 平三郎
旗本・九鬼家の三男坊。孤刀影裡流抜刀術の使い手。普段は日本橋の居酒屋・須田屋で板前をしている。
九鬼 重蔵
平三郎の兄。北町奉行。かつては昌平黌きっての秀才だったが、今では周囲から食いしん坊の昼行灯と思われている。
岩本 栄之助
北町奉行所の筆頭与力。
宗平
居酒屋・須田屋の主。かつては深川の「平清」という店で包丁を握っていた。
望都（もと）
宗平の孫娘。須田屋で働いている。
お里
平三郎の昔の許嫁。父親の死後、自害した。
向井 将監
お里の父親。四国のさる藩の剣術指南役で江戸屋敷に詰めていた。平三郎とは町道場で知り合った。藩主の要望で平三郎と御前試合をし、敗れる。それが原因で藩主の怒りを買い、平三郎と真剣勝負をするよう命じられ、再び敗れ命を落とす。

### 黒蜘蛛一味
黒蜘蛛（くろくも）
強盗団・黒蜘蛛一味の頭領。元は将軍家御用達の塗物問屋「久茂屋（くもや）」の子。普段は貸本屋「泉屋」に身をやつしている。
山犬三次（やまいぬさんじ）
強盗団・黒蜘蛛一味の密偵。玉子屋に変装して店を探る。
鳴海 辰之助
旧姓・田村。平三郎の幼なじみ。道場の婿養子となったが、厳しい稽古で門人を責め殺してしまったため道場は潰れ縁組も解消された。のち、黒蜘蛛一味に加わる。
運びの英蔵
強盗団・黒蜘蛛一味の大男。武器から女、ご禁制の麻薬に至るまで何でも運ぶのが仕事。
雪
強盗団・黒蜘蛛一味の女。背中に女郎蜘蛛の彫物がある。越後国の生まれ。貧しい親兄弟のため、一味に加担する。
佐武郎（さぶろう）
強盗団・黒蜘蛛一味の山猟師。
才蔵
強盗団・黒蜘蛛一味の浪人。元薩摩藩士で、示現流の使い手。

### 武士
木村摂津守（きむらせっつのかみ）
北原藩（三陸地方の藩）の領主で幕府の若年寄。老中昇進の野望のため、黒蜘蛛と手を結ぶ。
久世 正次
北原藩の隠れ目付。香取神道流の使い手。
久間 金之助
西国の外様の小藩の会計方。
木暮 裕之助
加賀藩前田家の江戸詰の御徒頭。久間とは食べ歩き仲間。
対馬
加賀藩前田家の家老。久間の上司で将軍家への献上氷運搬役。
内堀
加賀藩前田家の家臣。献上氷運搬役の前任者。
安武 民部
寺社奉行。水戸藩の出身。
奥田 景弘
水戸徳川家江戸詰家老。
織田 正信
浪人。算術を得意とする。
織田 正幸
織田 正信の一子。

### 伊瀬屋
伊瀬屋長兵衛（いせや ちょうべえ）
魚問屋の主人。元は伊勢の木綿問屋。
用心棒
伊瀬屋の用心棒。平三郎と同じ孤刀影裡流抜刀術の使い手。
新左衛門
日本橋の魚問屋「魚伊瀬（うおいせ）」の番頭。
権蔵
鰻屋「うなぎ伊瀬屋」の主。
蝮の三次
伊瀬屋の手下のやくざ者。

### 富士神光教
八海
富士神光教の教祖。江戸の町人の不安を煽って、お札を高値で売り入信を促す霊感商法で稼ぐ。裏で寺社奉行と繋がる。

### 江戸の町人達
幸吉
房州から江戸に働きにきている丁稚。
余市
木戸番の老人。喜助とは幼なじみで喧嘩友達。
喜助
豆腐屋の老人。余市とは幼なじみで喧嘩友達。
亮太
棒手振りの魚屋。幸助とは幼なじみ。
幸助
棒手振りの魚屋。亮太とは幼なじみ。病気の母親を抱えている。
源次
「肴・伊瀬屋」の板前。宗平のかつての弟子。病気の母親を抱えている。
吉造
「肴・伊瀬屋」の見習いの丁稚。
峰吉
鮎漁の川魚漁師。
雪乃
花火問屋「杉屋」の一人娘で花火職人。

### 北原藩の百姓達
佐和（さわ）
北原藩の百姓の娘。木村の苛斂誅求で苦しむ領民を救うため、将軍への直訴をしようと江戸へ出る。身を隠すため、自ら吉原に身を売る。
貞吉（さだきち）
佐和の兄。村の名主の息子。佐和と共に江戸へ出る。
良三（よしぞう）
佐和の許嫁。佐和と共に江戸へ出る。
茜（あかね）
吉原の遊女。同郷の佐和の世話を焼く。

## 書誌情報
- 原作：荒仁、作画：神田たけ志『料して候』日本文芸社 〈ニチブンコミックス〉、1巻
  1. 2005年6月20日発売、ISBN 4-537-10413-9
- 原作：荒仁、作画：神田たけ志『料して候』 小池書院、上下巻
  1. 2009年4月10日発売、ISBN 978-4-86225-444-3
  2. 2009年4月25日発売、ISBN 978-4-86225-445-0

コンビニコミックで発売。